# Lezzgo
lezzgo war eine Mobile Ticketing-Applikation für das spontane Reisen mit dem öffentlichen Verkehr in der Schweiz. Sie zielte auf Gelegenheitsnutzer des öffentlichen Verkehrs, die sich nicht mit komplizierten Tarifsystemen auseinandersetzen wollen. Entwickelt wurde die App unter der Leitung der BLS AG. lezzgo existierte sowohl als eigenständige App wie auch als Integrationsbestandteil anderer Apps.

## Funktionen
Beim Start der Reise checkt der Nutzer ein. Die Fahrt kann mit beliebigen Verkehrsmitteln wie Zug, Bus oder Tram innerhalb des gleichen Tarifverbundes mit beliebig häufigem Umsteigen durchgeführt werden. Am Ende der Reise checkt der Nutzer aus, wobei eine Erinnerungsfunktion verhindert, dass der Checkout vergessen geht. Abgerechnet wird am Ende des Betriebstages, d. h. um 05:00 des Folgetages, wobei dem Nutzer nur das beste Ticket verrechnet wird. Es werden auch Zonen- sowie Halbtax Abonnements berücksichtigt, sofern der Nutzer diese in der App hinterlegt hat. Auch die gewünschte Klasse kann direkt in der App ausgewählt werden. So wird im Vergleich zu Einzelbilletten die günstigere Tageskarte verrechnet, sofern diese Bedingung zutrifft. Der definitive Betrag wird dann meist am Folgetag der hinterlegten Visa-, Master- oder PostFinance Card abgebucht.

## Funktionsweise
Die Reise wird mit Hilfe der Ortungsdienste des Endgerätes ermittelt. Aufgrund dessen muss die App auch immer geöffnet bleiben, bzw. nicht ganz geschlossen sein und eine Internetverbindung ist nötig. Dem Kontrollpersonal wird ein Code angezeigt, welcher ausgelesen und überprüft werden kann.
Sollte eine Reise einmal nicht richtig erfasst worden sein, so kann der Nutzer diese manuell ändern. Dies kann aber eventuell zu Verzögerungen mit der Abrechnung führen, wenn der Support die Reise nochmals überprüfen möchte.

## Geschichte

### Vorgeschichte
In der Schweiz gibt es mehr als 200 konzessionierte Verkehrsunternehmen, die durch das Personenbeförderungsgesetz (Schweiz) verpflichtet sind, Fahrausweise gegenseitig zu verkaufen und anzuerkennen. Diese Regelung führte zur Einführung des direkten Verkehrs als nationalen Tarif. Daneben gibt es 15 Tarif- und Verkehrsverbände mit abweichenden Regelungen. Alle diese Tarifsysteme können über ein zentrales nationales Vertriebssystem verkauft werden. Das Projekt öV-Karte führte am 1. August 2015 ein elektronisches Kontrollsystem für den Swisspass ein, das für alle elektronischen Tickets verwendet werden kann. Dieses Kontrollelement kann von den Kontrollgeräten aller Transportunternehmen gelesen werden und ist ein Element der eTicketing Apps, die seither in der Schweiz entwickelt wurden. Ein zweites Kernelement für die digitalen Vertriebskanäle ist die NOVA-Plattform, die im Dezember 2016 in Betrieb genommen wurde. In dieser Plattform sind alle Tarifsysteme enthalten.

### Motivation zur Entwicklung der App
Nutzer des Individualverkehrs können Reisen spontan beginnen und ändern. Im öffentlichen Verkehr müssen sich Fahrgäste im Voraus entscheiden, welchen Reiseweg sie nehmen wollen und ein entsprechendes Ticket kaufen. Bei Änderungen der Reise müssen die Nutzer das vorhandene Ticket umtauschen, was mit Zeitaufwand und Kosten verbunden ist. Zusammen mit dem sehr komplizierten Tarifsystem verliert der öffentliche Verkehr für Gelegenheitsnutzer stark an Attraktivität.
Frühere Ansätze wie das Projekt EasyRide der SBB, PostAuto und des Verbandes öffentlicher Verkehr (VöV) um das Jahr 2000 erforderten eine Smartcard und Installationen in Fahrzeugen. Andere Modelle wie die Oyster-Card verwenden Gates oder Check-In-Geräte an Haltestellen oder Bahnsteigen. In beiden Fällen sind die Investitionen und Betriebskosten signifikant. lezzgo sollte deutlich günstiger in Entwicklung und Betrieb sein als diese bekannten Technologien. Daher verwendet die App nur die Funktionen von modernen Smartphones (siehe arbeitender Kunde) sowie vorhandene Topologie- und Fahrplandaten.

## Entwicklung der App
Die Entwicklung der App wurde 2015 von der BLS AG gestartet. Nach grundlegenden Tests zur Genauigkeit der Sensorik der Smartphones für die Wegerkennung wurde im Herbst 2015 die Entwicklung des Prototyps gestartet. Dieser Prototyp wurde im Februar 2016 in einem Feldtest im Libero-Tarifverbund im Kanton Bern eingesetzt. Aufgrund der positiven Rückmeldungen der Nutzer sowie der Presse entschied die Geschäftsleitung der BLS, eine produktive Version von lezzgo zu entwickeln und schrittweise in der Schweiz einzuführen.

## Einführung der App
lezzgo wurde am 30. Mai 2016 als „closed user group“-App für iOS im Libero-Tarifverbund zur Verfügung gestellt. Ab August 2016 wurden offene Versionen für iOS und Android veröffentlicht. Im September wurde der Tarifverbund Passepartout in den Kantonen Luzern, Nidwalden und Obwalden, im Oktober Frimobil im Kanton Fribourg und im Dezember Onde Verte im Kanton Neuenburg aufgenommen. Am 29. Mai 2017 ist der Tarifverbund Mobilis im Kanton Waadt beigetreten. Der nationale Pilotversuch lezzgoPLUS, der neben den Verbünden das nationale Tarifsystem umfasst, startete ebenfalls Ende Mai 2017 als closed user Group. Damit ist "nahtloses" Reisen mit praktisch allen Schweizer Transportunternehmen möglich. Am 16. November 2017 gab der Strategische Ausschuss des Direkten Verkehrs (StAD) als zuständiges nationales Gremium den Einsatz von automatischen Ticketsystemen gemäss dem in lezzgoPLUS entwickelten Standard ab 1. Januar 2018 frei. Seit dem 10. Januar 2018 war lezzgo schweizweit nutzbar. Damit war die Schweiz das erste Land mit einem nationalen automatischen Ticketsystem. Es umfasst mehr als 200 Verkehrsunternehmen sowie 16 Tarifsysteme.
Zum Jahresende 2020 wurde die Lezzgo-App eingestellt.

## lezzgoPLUS
Eine schweizweite Nutzung wurde im Projekt lezzgo PLUS testweise mit einer begrenzten Benutzergruppe durchgeführt. Die Nutzung ist dabei auf Strecken mit Haltestellen innerhalb der Schweiz begrenzt. Strecken wie z. B. Brig-Domodossola sind dabei nicht inbegriffen, da Domodossola in Italien liegt. Das reguläre Billettsortiment wird dabei angeboten. Nicht berücksichtigt werden können Sparbillette, da diese nur auf eine bestimmte Strecke / Linie und einen bestimmten Zug und Zeit angewendet werden können, Mehrfahrtenkarten, City-Tickets sowie Schifffahrten, spezielle Haustarife, Nachtzuschläge und 9 Uhr Tageskarten im direkten Verkehr. Mit der Übernahme der nationalen Funktionalität in lezzgo wurde lezzgoPLUS am 31. Januar 2018 eingestellt.

## Integration in anderen Apps
Lezzgo ist seit 5. März 2018 Bestandteil der BLS AG eigenen App BLS Mobil. Seit 4. April 2018 ist lezzgo ausserdem Bestandteil der ZVV-App ZVV-Tickets. Im Dezember 2020 wurde die Lezzgo-App vom Markt genommen. Die BLS-App verwendet nun das System von Fairtiq.